# Paralimosina pilefemorata
Paralimosina pilefemorata är en tvåvingeart som beskrevs av Papp och Rohacek 1981. Paralimosina pilefemorata ingår i släktet Paralimosina och familjen hoppflugor. Inga underarter finns listade i Catalogue of Life.